# كريستوفر سكينر
كريستوفر سكينر (بالإنجليزية: Christopher Skinner)‏ هو رياضياتي وأستاذ جامعي أمريكي، ولد في 4 يونيو 1972 في ليتل روك في الولايات المتحدة.